# Estação Antártica Zhongshan
Estação Antártica Zhongshan (Chinês: 中山站; pinyin: Zhōngshān Zhàn) é a segunda base de pesquisa da China na Antártida aberta em 26 de fevereiro de 1989.

## Visão geral
A Estação Zhongshan tem o nome de Sun Yat-sen, que foi o primeiro presidente provisório da República da China em 1912 e é gerida pelo Instituto de Pesquisa Polar da China (PRIC). Está localizada nas Colinas Larsemann, na Baía de Prydz, na Antártida Oriental, e fica perto da Estação Russa Progress II e da Estação Romena Law-Racoviță-Negoiță.
A estação pode acomodar 60 pessoas no verão e 25 pessoas no inverno. A estação também hospeda uma estação terrestre construída pela China Aerospace Science and Industry Corporation.

## História
Quatro anos depois de ter estabelecido a Estação da Grande Muralha, a primeira base de pesquisa da China na Antárctida, Guo Kun liderou outra expedição à Antárctida, com a missão de estabelecer uma segunda base. A equipe partiu de Qingdao em novembro de 1988 no navio Jidi. Depois de chegar à baía de Prydz, na Antárctida, o navio deparou-se com uma grande queda de gelo na noite de 14 de janeiro de 1989. A equipe não foi atingida diretamente pelo gelo por apenas dois ou três metros e ficou presa nos icebergues durante sete dias. Muitos membros da equipe escreveram os seus testamentos e estavam prontos para morrer. No sétimo dia, os icebergues deslocaram-se e criaram temporariamente uma abertura de 30 metros de largura, tendo a equipa escapado. A abertura durou apenas duas horas antes de ser novamente fechada.
A equipe então construiu a estação de Zhongshan na baía de Prydz em apenas 28 dias, tendo sido inaugurada em 26 de fevereiro de 1989.
Em janeiro de 2010, a estação recebeu a visita de uma delegação chinesa composta por Xu Shaoshi, então Ministro da Terra e dos Recursos da China, e Qu Tanzhou, diretor da Administração do Ártico e da Antártica da China.